# Wendell Stanley
Wendell Meredith Stanley, född 16 augusti 1904 i Ridgeville, Randolph County, Indiana, USA, död 15 juni 1971 i Salamanca, var en amerikansk biokemist och virolog, som var professor i Berkeley. För arbeten över renframställning av enzymer och virusproteiner tilldelades han 1946, tillsammans med John Northrop och James Sumner, Nobelpriset i kemi. År 1947 tilldelades han Willard Gibbs-priset.

## Biografi
Stanley tog en kandidatexamen i kemi vid Earlham College i Richmond, Indiana. Han studerade sedan vid University of Illinois och tog en masterexamen i vetenskap 1927 följt av en doktorsexamen i kemi två år senare. Hans senare prestationer inkluderar att skriva boken "Chemistry: A Beautiful Thing" som blev nominerad till Pulitzerpriset.
Stanley gifte sig med Marian Staples 1929 och fick tre döttrar (Marjorie, Dorothy och Janet) och en son (Wendell Meredith Junior).

## Karriär och vetenskapligt arbete
Som medlem av National Research Council flyttade han tillfälligt för akademiskt arbete med Heinrich Wieland i München innan han 1931 återvände till USA. Vid återkomsten antogs han som assistent vid The Rockefeller Institute for Medical Research. Han stannade vid institutet till 1948, blev associerad medlem 1937 och medlem 1940. År 1948 blev han professor i biokemi vid University of California, Berkeley och byggde upp Virus Laboratory och en fristående avdelning för biokemi, som nu heter Stanley Hall.
Stanleys arbete bidrog till kunskapen om  lepracidföreningar, difenylstereokemi och sterolernas kemi. Hans forskning om viruset som orsakade mosaiksjukdomen hos tobaksplantor ledde till isolering av ett nukleoprotein som klargjorde tobaksmosaikvirusets aktivitet.
Stanley tilldelades Nobelpriset i kemi 1946. Hans andra anmärkningsvärda utmärkelser var Rosenburger Medal, Alder Prize, Scott Award, Golden Plate Award från American Academy of Achievement och AMA Scientific Achievement Award. Han tilldelades också hedersgrader av många universitet både amerikanska och utländska, såsom Harvard, Yale, Princeton och universitetet i Paris. De flesta av de slutsatser Stanley hade presenterat i sin nobelprisvinnande forskning visade sig snart vara felaktiga (i synnerhet att kristallerna av mosaikvirus som han hade isolerat var rent protein och sammansatta genom autokatalys).

## Utmärkelser och hedersbetygelser
- John Scott-medaljen,  1938[18]
- Föreläsning till Sillimans minne,  1945
- Nobelpriset i kemi, med  James Sumner och John Northrop,  1946[19][20]
- William H. Nichols Medal Award,  1946[21]
- Hedersdoktor vid Sorbonne,  1947[22][23]
- Willard Gibbs-priset,  1947[24]
- Franklinmedaljen,  1948
- AMA Scientific Achievement Award,  1966
- Guggenheimstipendiet[25]

[Redigera Wikidata]